# Zigong
Zigong (en xinès 自贡, en pinyin Zìgòng, Wade-Giles Tzu-kung) és una ciutat-prefectura de la província de Sichuan, al sud-oest de la Xina.